# Deer Hollow Brook
Der Deer Hollow Brook ist ein Fluss auf dem Gebiet der Gemeinde Granville östlich der Hauptkette der Green Mountains in Vermont. Er ist ein linker Zufluss des White River.

## Geschichte
Die besonders starken Niederschläge der Region rufen immer wieder Überschwemmungen und Flutwellen des Deer Hollow Brook hervor. Die stärkste überlieferte Flut fand am 26. Juli 1830 statt. Damals blockierte ein Erdrutsch nach mehreren Tagen starker Regenfälle die Schlucht nahe der Moss Glen Falls und staute den Fluss um etwa 25 Meter (75 Foot) auf. Als der Damm nach drei Tagen nachgab, erreichte die resultierende Flutwelle eine Höhe um die 20 Meter. Die Flutwelle forderte keine Menschenleben, weil ausreichend Zeit bestanden hatte, sich in Sicherheit zu bringen. Die Sachschäden – vor allem zerstörte Häuser und fortgespülte Brücken – waren aber erheblich.

## Sehenswürdigkeiten und Bauwerke
Wenige Meter vor der Unterquerung der Vermont Route 100 stürzt das Gewässer über mehrere Kaskaden rund 22 Meter in die Tiefe und bildet dabei die Moss Glen Falls.